# Чивара

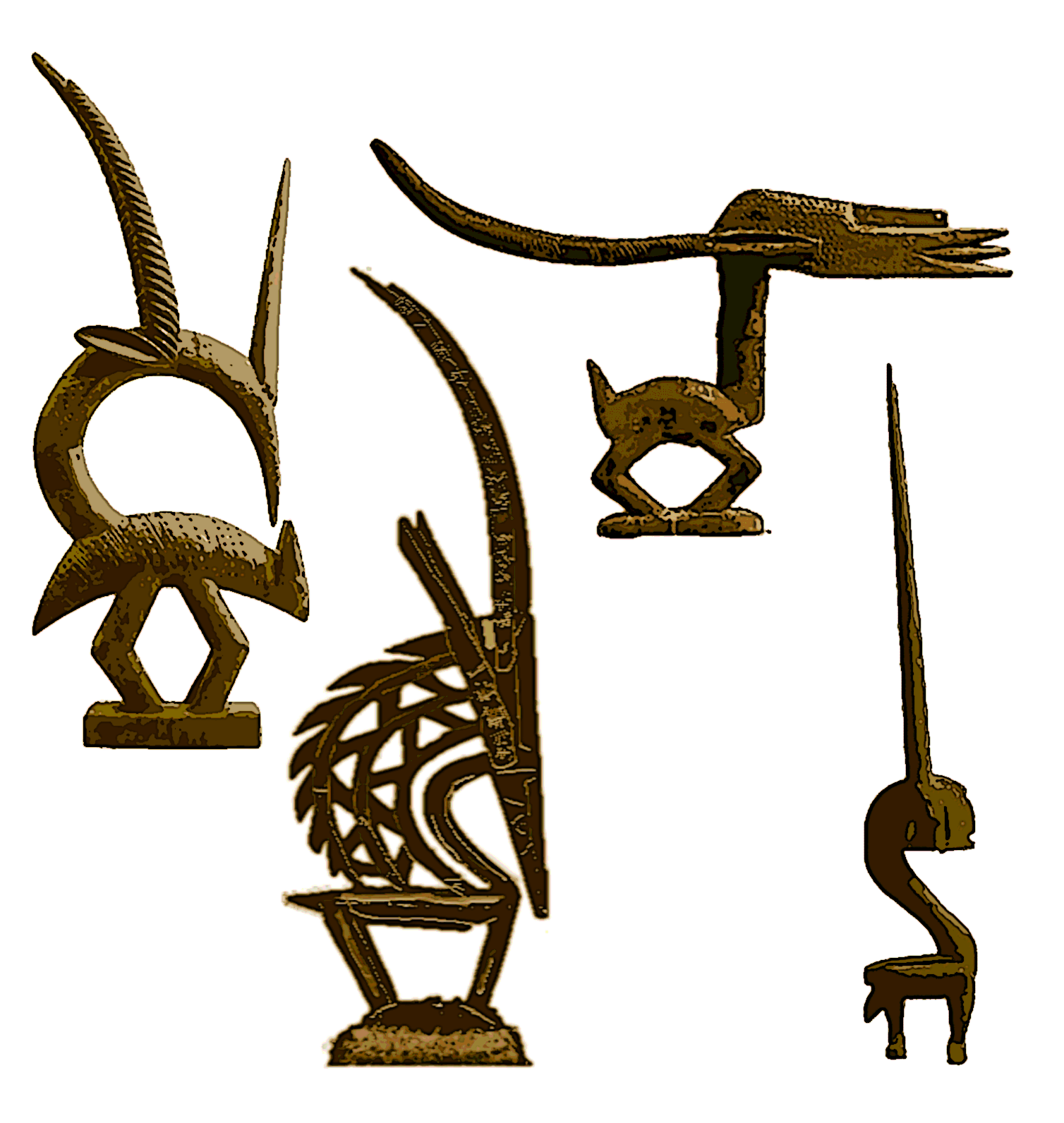
Четыре основных стиля чивара.

Чивара — название различных ритуальных предметов, изображающих антилоп, и связанных с ними обычаев и ритуалов в культуре малийского народа бамбара, а также название одного из «тайных обществ» этого народа, использующего данные предметы и ритуалы. Общество чивара использует маски и амулеты чивара, а также исполняет всевозможные связанные с ними танцы и ритуалы, имеющие отношение в первую очередь к сельскому хозяйству. Большинство ритуалов имеет целью передать молодым бамбара знания об общественных ценностях и ведении сельского хозяйства.
Маски чивара делятся на три основных категории: горизонтальные, вертикальные и «абстрактные», а также могут изображать антилоп как мужского, так и женского пола. Для женских масок чивара характерно присутствие антилопы-детёныша и прямые рога, для мужских — наличие фаллоса и загнутые рога. «Пол» маски чивара можно легко определить у масок горизонтальной и вертикальной форм, в то время как у масок абстрактной формы его классифицировать порой довольно трудно. У различных этнических групп бамбара существуют разные «школы» изготовления чивара, ввиду чего изделия, созданные в разных областях проживания народа, часто сильно разнятся между собой по внешнему виду.